# Martim Afonso de Castro
Martim Afonso de Castro (falecido em Malaca, 3 de junho de 1607) foi um administrador colonial português, vice-rei da Índia de 1605 a 1607.
É filho de D. António de Castro, 4.º Conde de Monsanto, e de D. Inês Pimentel.
Encarregado de pacificar a Insulíndia, então também designada por Partes do Sul, juntou e comandou pessoalmente uma das maiores armadas alguma vez postas no mar pelos portugueses. As operações sofreram diversos reveses tanto por causa dos elementos como da má direcção. Depois de no primeiro embate na batalha do Cabo Rachado os portugueses causarem grandes danos nos navios holandeses, pondo-os em retirada, o vice-rei optou por não explorar o sucesso; abrigou-se em Malaca deixando a maior parte dos navios de alto-bordo surtos frente à cidade. O comandante holandês, Cornelis Matelieff de Jonge, depois de uma rápida reparação dos seus navios, contra-atacou e os navios portugueses, indefesos e sem possibilidade de manobrarem, foram destruídos pelo fogo inimigo ou pelo dos portugueses que assim tentaram evitar a captura pelo inimigo.